# Inter insigniores
La dichiarazione Inter insigniores, secondo titolo sulla questione dell'ammissione delle donne al sacerdozio ministeriale, è un documento della Congregazione per la Dottrina della Fede promulgato il 15 ottobre 1976, festa di santa Teresa d'Avila, dal cardinale prefetto Franjo Seper con la collaborazione del segretario Jérôme Hamer e con l'approvazione di papa Paolo VI.

## Contesto
Nel 1975, le comunità anglicane di Inghilterra e Canada avevano autorizzato l'ordinazione sacerdotale delle donne. Papa Paolo VI si sentì in dovere di spiegare la posizione della Chiesa cattolica romana in due lettere indirizzate all'allora arcivescovo di Canterbury Frederick Donald Coggan. Allo stesso tempo, incaricò la Congregazione per la Dottrina della Fede di redigere una dichiarazione che riassumesse le ragioni che si opponevano all'ammissione delle donne al sacerdozio secondo il Magistero della Chiesa cattolica.
L'argomento centrale di questa dichiarazione è: "Gesù Cristo non ha chiamato alcuna donna a far parte dei Dodici". Questo modo di agire non deve essere visto come un adattamento ai costumi del suo tempo, perché il suo comportamento nei confronti delle donne "ha rotto con i pregiudizi del suo tempo, contravvenendo largamente alle discriminazioni praticate nei confronti" di esse. Paolo VI cita diversi esempi del comportamento unico di Gesù, come l'incontro con la samaritana al pozzo, con la donna coperta di sangue e con la peccatrice in casa di Simone il fariseo. Gesù prende anche le distanze dalla legge mosaica "per affermare l'uguaglianza dei diritti e dei doveri dell'uomo e della donna riguardo al vincolo matrimoniale" (II n. 2).

## Contenuto
Il testo è suddiviso in sei punti che spiegano brevemente la posizione della Chiesa cattolica sul ruolo delle donne in questa istituzione, più in particolare sulla questione dell'ordinazione sacerdotale e del ministero pastorale femminile.
In primo luogo, gli autori si rifanno alla tradizione per affermare che mai nella storia una donna è stata validamente ordinata al sacerdozio o all'episcopato. I Padri della Chiesa hanno condannato la pratica di ordinare le donne nelle sette gnostiche. Sottolineano poi che Gesù Cristo stesso affidò agli uomini il compito di far parte del gruppo dei suoi apostoli, pur rispettando le donne e concedendo loro un ruolo diverso, il che fornisce molti indizi sulla Sua volontà di tenere le donne lontane dall'ordinazione.
La dichiarazione spiega che ciò non fu dovuto, come comunemente si crede, ai costumi prevalenti dell'epoca. Gesù mostrò un atteggiamento diverso nei confronti delle donne rispetto ai suoi contemporanei e predicò anche a loro (la samaritana nel pozzo e le Tre Marie): quindi, non furono le convenzioni sociali a limitarlo nello scegliere solo uomini come apostoli.
La Vergine Maria non fu nominata apostola, nonostante l'insegnamento della Chiesa che la considera superiore per dignità a tutti gli uomini (iperdulia), inclusi quelli scelti come apostoli e nonostante il fatto che Madre di Dio avesse avuto un ruolo eccezionale nella Chiesa primitiva,
L'esegesi puramente storica dei testi biblici non potrebbe bastare per comprendere il significato ultimo della missione di Gesù e della Scrittura. Tuttavia, bisogna riconoscere che ci sono una serie di fatti convergenti che sottolineano il fatto notevole che Gesù non ha affidato la missione dei Dodici alle donne”. Nemmeno a sua madre fu affidato l'ufficio apostolico. Gli apostoli erano rimasti fedeli al comportamento di Cristo e, dopo la morte di Giuda Iscariota, non elessero nel collegio dei Dodici Maria, ma una discepola fino ad allora non menzionata
Questo comportamento di Gesù e degli apostoli ha un significato duraturo. A differenza delle pratiche disciplinari di scarso significato (come l'obbligo imposto alle donne di portare il velo), il divieto dell'apostolo Paolo alle donne nella funzione ufficiale dell'insegnamento nell'assemblea cristiana era legato al piano divino della creazione e non poteva quindi essere considerato un'espressione delle condizioni culturali del tempo (II n. 4). Dato che in altre parti delle sue lettere Paolo aveva sottolineato con enfasi l'uguaglianza di uomini e donne come figli di Dio, non c'era motivo di accusarlo di pregiudizi ostili nei confronti delle donne, se si tiene conto della fiducia che ripone in loro e della collaborazione che chiede loro per la sua attività apostolica (II n. 4).
Il sacerdozio ministeriale non può essere affidato a una donna, poiché è un ruolo che rappresenta Gesù, che è vero Dio e vero uomo.
San Tommaso d'Aquino affermò che non ci sarebbe alcuna somiglianza naturale tra Cristo e il suo sacerdote se questi non fosse un uomo, in quanto operante in persona Christi.
Se il sacerdote deve visualizzare le opere di Cristo nell'Eucaristia, è necessaria una "somiglianza naturale", secondo la Congregazione. In risposta all'obiezione che non c'è differenza tra uomo e donna in Cristo (Galati 3,28), la dichiarazione afferma che l'uguaglianza si riferisce alla chiamata alla figliolanza con Dio; il Battesimo non conferisce alcun diritto a un ufficio ecclesiastico. Infine, viene richiamata l'immagine biblica dell'unico corpo con molte membra nel quale i diversi compiti "non favoriscono la superiorità di uno sull'altro e non offrono motivo di gelosia". La dichiarazione della Congregazione per la Dottrina della Fede attribuisce forza normativa alla prassi della Chiesa di ordinare sacerdoti solo uomini, che risale a Cristo.
Gli autori spiegano che il loro desiderio di seguire l'esempio di Cristo è normativo, limitando gli abusi e rimanendo in linea con il disegno di Dio stesso e della sua Chiesa.  Infine concludono spiegando che il sacerdozio non è in alcun modo legato ai diritti umani e che di conseguenza: 
(Inter insigniores)
Il testo sottolinea che l'uguaglianza davanti a Dio dei battezzati non cancella la distinzione dei ruoli sociali, che sono in gran parte determinati dal genere maschile o femminile dell'individuo.

## La Chiesa cattolica e l'ordinazione delle donne
L'esclusione delle donne dal sacerdozio ministeriale è prevista dal diritto canonico, che stabilisce che solo un uomo battezzato può ricevere validamente l'ordinazione sacra4. Inoltre, la differenziazione di genere dei ruoli tradizionali è un fatto molto importante nella cultura cattolica romana. Di conseguenza, l'ordinazione di una donna sarebbe in contraddizione con questa tradizione e costituirebbe una minaccia per l'ordine sociale che è così importante per la Chiesa. Di conseguenza, la questione dell'ammissione delle donne al sacerdozio ministeriale è emersa come un problema per le autorità ecclesiastiche nella seconda metà del XX secolo.
Con l'emergere dell'uguaglianza dei sessi di fronte alla legge civile e nel contesto del Concilio Vaticano II, il tema acquisì popolarità e la Chiesa non si sottrasse più al confronto. Ad esempio, il capitolo 29 della costituzione pastorale Gaudium et Spes, si schierò contro la discriminazione di qualsiasi tipo e aprì una porta importante per coloro che vogliono vedere un cambiamento. Le critiche crebbero quando il movimento femminista prese piede negli anni Settanta e il numero di teologhe cattoliche femministe aumentò. Inoltre, nello stesso periodo, le donne venivano ordinate nel ramo protestante, il che suscitò scalpore tra le donne cattoliche che volevano il sacerdozio femminile.
Papa Paolo VI, che aveva concluso il Vaticano II, fu il primo a reagire alle numerose e sempre più forti richieste delle donne di rendere l'ordinazione accessibile a tutti. In un certo senso, egli fu il precursore di un'ondata di riaffermazione dottrinale con la sua prima lettera apostolica Octogesima adveniens (1971) e poi con la sua dichiarazione Inter insigniores nel 1976. Questa riaffermazione si intensificò con papa Giovanni Paolo II, che pubblicò la lettera apostolica Ordinatio sacerdotalis (1994) e il motu proprio Ad tuendam fidem, entrambi volti a chiarire la dottrina cattolica e a sottolineare l'importanza di bandire le donne dal sacerdozio. Il colpo finale fu dato nel 2010 da Benedetto XVI con la lettera De delictis gravioribus, che prevedeva la massima pena canonica della scomunica non solo per chi tenta di conferire questo atto sacro a una donna, ma anche per la donna che tenta di riceverlo.

## Ordinatio sacerdotalis
Nel '94 la Inter insigniores fu citata nella lettera apostolica Ordinatio sacerdotalis sull'ordinazione sacerdotale riservata ai soli uomini.
La dottrina dell'ordinazione sacerdotale fu molto controversa nel corso del dibattito sull'ordinazione femminile. Non solo i teologi e le organizzazioni femminili la rifiutarono, ma nella terza decade degli anni Duemila l'80% di tutti i vescovi tedeschi chiese che venisse rivista dal Papa o da un consiglio sul Cammino sinodale 2022, perché ritengono che "in gran parte non è accettata e non è compresa dal popolo di Dio".

## La teologia femminista: una posizione controversa
Come sottolinea Susann Ross nel suo articolo Feminism and Theology, alcune delle più importanti teologhe femministe sono cattoliche, senza dubbio perché comprendono meglio di chiunque altro l'oppressione che esse stesse subiscono. Le prime a sviluppare questa corrente di pensiero nata negli Stati Uniti sono state per lo più donne bianche, istruite e provenienti da ambienti privilegiati.
Mentre la Chiesa irrigidiva la sua posizione sull'ordinazione a partire dal 1971, anche le loro condotte iniziarono a radicalizzarsi e alcune, come Mary Daly, arrivarono a rifiutare del tutto la religione istituzionale. Nei suoi scritti, quest'ultima non si batteva più per l'accesso delle donne all'ordinazione, considerandola una sottomissione a un'istituzione fondamentalmente patriarcale che non poteva essere cambiata gradualmente, come pensava all'inizio delle sue riflessioni.
Altri, come Elisabeth Schüssler Fiorenza, hanno asserito che il sessismo e il patriarcato non dovrebbero essere associati alla Chiesa e alla tradizione, anche se questi ultimi li perpetuano. Nella sua teologia critica e della libertà, l'autrice ha sostenuto che la soluzione non sta nel negare l'istituzione, ma nel trasformare l'immagine riduttiva della donna presente nei testi biblici. Tuttavia, concorda sulla natura androcentrica dei testi e sul fatto che ammettere le donne nelle strutture ecclesiali patriarcali non sia una soluzione praticabile.